# 1935 en Finlande
Chronologie de la Finlande
- 1931
- 1932
- 1933
- 1934
- 1935
- 1936
- 1937
- 1938
- 1939

Cette page concerne les évènements survenus en 1935 en Finlande  :

## Sport
- Championnat de Finlande de football 1935
- Championnat de Finlande de hockey sur glace 1934-1935
- Championnat de Finlande de hockey sur glace 1935-1936

## Création
- Église de Kulosaari
- Kiri Kotka (en)
- Lahti L-35
- Pallo-Pojat Helsinki
- PK-35
- Tornion Palloveikot (en)
- Turun Pallokerho (en)

## Naissance
- Eric Adlercreutz, architecte.
- Maija Kairamo (fi), architecte.
- Ann-Mari Lindberg (fi), écrivaine.
- Sirkka Sinkkonen (fi), professeure.
- Reino Tuominen (en), lutteur.
- Lauri Winberg (fi), écrivain.

## Décès
- Alvar Cawén, peintre.
- Selma Kajanus (fi), poétesse.
- Onni Laitinen (fi), médecin.
- Gunnar Sahlstein (fi), personnalité politique.
- Atte Willberg (fi), architecte.